# Matt Holman
Matthew „Matt“ Holman (* 1982) ist ein US-amerikanischer Jazzmusiker (Trompete, Flügelhorn, Komposition).

## Leben und Wirken
Holman erwarb den Bachelor of Music an der Indiana University (wo er im Indiana University Jazz Ensemble spielte) und den Master of Music an der Manhattan School of Music, wo er Komposition bei  Phil Markowitz und Mark Stambaugh studierte. Unterricht hatte er außerdem bei Laurie Frink, Dominic Spera, George Garzone und Pat Harbison. Er war Stipendiat des Illinois Arts Council. Er arbeitete seit den 2000er-Jahren in der New Yotker Jazzszene u. a. mit Fred Hersch, Kurt Elling, Darcy James Argue, Jon Gordon, Kate McGarry, Matt Ulery, Bob Newhart, Andrew Rathbun sowie mit den Formationen Los Amigos Invisibles und The Gregory Brothers. Ausgezeichnet wurde er ferner bei der International Trumpet Guild’s Jazz Improvisation Competition, Carmine Caruso International Jazz Trumpet Solo Competition, National Trumpet Competition und dem Poll des Down Beat. Im Bereich des Jazz war er zwischen 2005 und 2014 an zwölf Aufnahmesessions beteiligt. 2012 nahm er in Brooklyn sein Debütalbum When Flooded auf; in seinem Diversion Ensemble spielten Mike McGinnis, Nate Radley, Christopher Hoffman (Cello) und Ziv Ravitz.  2017 legte er das Album The Tenth Muse vor, an dem Chris Dingham (Vibraphon), Bobby Avey (Piano) und Sam Sadigursky (Holzblasinstrumente) mitgewirkt hatten. Zu hören ist er u. a. auf Remy Le Boeufs Album Architecture of Storms (2021) und Dynamic Maximum Tension von Darcy James Argue’s Secret Society (2023).
Als Komponist beeinflusst von Wayne Shorter, Dmitri Shostakovich und Sigur Rós, schrieb Holman Werke für Marvin Stamm, Ed Soph, David Baker, Marie Speziale und  Nationalkonservatorium von Costa Rica. 2009 gewann er die ASCAP Young Jazz Composer’s Competition, 2013 den BMI Foundation’s Charlie Parker Jazz Composition Prize. Holman unterrichtete an der British School of Chicago, der Manhattan School of Music und dem Birch Creek Performance Center in Wisconsin. Gegenwärtig (2017) ist er künstlerischer Leiter der New York Youth Symphony Jazz Band.

## Diskographische Hinweise
- Anna Webber: Third Floor People (Nowt, 2010)
- Darcy James Argue’s Secret Society: Brooklyn Babylon (New Amsterdam, 2013)
- Nathan Parker Smith: Not Dark Yet (Bju, 2014)
- Sketches Volume Two (Bju, 2014), mit Jarrett Cherner, Jeremy Udden, Martin Nevin, Ziv Ravitz